# Campionato italiano di hockey su ghiaccio 1952-1953
Il Campionato italiano di hockey su ghiaccio 1952-53 fu la 20ª edizione del campionato nazionale.

## Serie A
La formula ricalca quella dell'anno precedente, con Milano Inter, Campione d'Italia in carica, e Diavoli Rossoneri già qualificati al Girone Finale da disputarsi a Bolzano.

Cortina e Asiago si presentano ai nastri di partenza con nuovi allenatori-giocatori. Canadese quello degli ampezzani, Harry Boyd, studente universitario a Cambridge; austriaco per gli asiaghesi, Willy Seidler, con un contratto di quaranta giorni.

### Formazioni
- Girone A: HC Bolzano, SG Cortina ed Ortisei
- Girone B: HC Auronzo, Alleghe Hockey ed Asiago Hockey
- Ammesse al Girone Finale: HC Milano Inter, Diavoli Rossoneri Milano

### Gironi di qualificazione

#### Girone A
| Girone A | Girone A | Girone A |
| -------- | -------- | -------- |
| Pos.     | Squadra  | Punti    |
| 1.       | Cortina  | 6        |
| 2.       | Ortisei  | 6        |
| 3.       | Bolzano  | 0        |

Nel Girone A Cortina ed Ortisei terminano a pari merito con 6 punti, ma la differenza reti qualifica gli scoiattoli; Bolzano in fondo alla classifica a zero punti e 4 sconfitte.

#### Girone B
| Girone B | Girone B | Girone B |
| -------- | -------- | -------- |
| Pos.     | Squadra  | Punti    |
| 1.       | Auronzo  | 6        |
| 2.       | Alleghe  | 4        |
| 3.       | Asiago   | 2        |

### Girone Finale
Il 30 gennaio, giorno in cui è in programma la prima giornata del Girone Finale, giunge la notizia della morte del Conte Alberto Bonacossa dovuta ad un collasso cardiaco. Grande uomo di sport, sia come atleta che come dirigente, Alberto Bonacossa fondò l'Hockey Club Milano e fu il primo Presidente della Federazione Italiana Hockey su Ghiaccio.
In serata i Diavoli Rossoneri battono l'Auronzo per 4-2, mentre il Milano Inter supera 3-0 il Cortina. La seconda giornata è caratterizzata dalle polemiche: in Milano Inter-Auronzo, terminata 7-2, i cadorini minacciano il ritiro dopo appena dieci minuti di gioco per un gol annullato; in Diavoli Rossoneri-Cortina, a tre minuti dal termine, gli ampezzani si ritirano per un gol non convalidato che avrebbe valso il momentaneo pareggio. La gara termina così 3-2, ma la Federazione assegna il 5-0 a tavolino ai meneghini. Nell'ultima giornata il derby veneto, per la conquista del terzo posto, è appannaggio del Cortina che vince 3-1, mentre nella gara decisiva per la conquista del titolo di Campione d'Italia i Diavoli Rossoneri battono sorprendentemente il Milano Inter 4-3, dopo essere stati in svantaggio per 3-1.
- Diavoli Rossoneri - Auronzo 4-2
- Milano Inter - Cortina 3-0
- Milano Inter - Auronzo 7-2
- Diavoli Rossoneri - Cortina 5-0 (a tavolino)
- Cortina - Auronzo 3-1
- Milano Inter - Diavoli Rossoneri 3-4

| Pos. | Squadra                  | Punti |
| 1.   | Diavoli Rossoneri Milano | 6     |
| 2.   | HC Milano Inter          | 4     |
| 3.   | Cortina                  | 2     |
| 4.   | Auronzo                  | 0     |

 L'Hockey Club Diavoli Rossoneri Milano vince il suo quarto scudetto, a diciassette anni di distanza dall'ultimo.

Formazione Campione d'Italia: Ambrogio Abascià - Mario Bedogni - John Bremner - Giancarlo Bucchetti - Joe De Felice - Emilio Delfino - Aldo Federici - Antonio Fresia - Pete Roy - Ronald Sartor.